# Janeshia Adams-Ginyard
Janeshia Adams-Ginyard (Los Ángeles, California, 14 de febrero de 1987) es una actriz, doble de acción y luchadora profesional estadounidense nominada al Emmy. Es más conocida por su papel de Nomble, una de las Dora Milaje, en la película del Universo Cinematográfico de Marvel Black Panther y en la serie de Disney+ Falcon y el Soldado de Invierno, y por su trabajo como doble de acción tanto en Black Panther como en Avengers: Infinity War.

## Primeros años
Adams-Ginyard nació en Los Ángeles, California. Tiene dos hermanos, un hermano y una hermana gemela. Es de ascendencia jamaiquina.
Asistió a la Gahr High School en Cerritos, California, donde destacó como atleta. Posee múltiples récords de atletismo, entre ellos el de 300 metros, el de heptatlón y el de relevos de 4 x 100 metros y relevos de 4 x 400 metros. También jugaba al voleibol. Durante su último año, fue la Federación Interescolar de California Campeona de 300 metros vallas. Tras graduarse, asistió a la Universidad de California en Berkeley. En la UC Berkeley, estudió lingüística y estudios afroamericanos, con énfasis en la cultura caribeña, y se graduó con una licenciatura. Domina el lenguaje de señas americano.
Es la directora general de Hyphy 4 Christ, Inc, una organización religiosa.

## Deportes
Entre 2006 y 2007, fue miembro del equipo nacional de bobsleigh de Estados Unidos como brakeman. Ella y Jamia Jackson fueron el primer equipo femenino afroamericano. A partir de 2012, Adams-Ginyard presentó el programa de radio LA Talk Live, Lady J's Wild World of Sports.
En 2012, comenzó su carrera de lucha libre profesional con WOW! Women of Wrestling, bajo el nombre de anillo FROST The Olympian, basado en su experiencia en la vida real como corredora de trineo.

## Carrera como actriz y doble de riesgo
Como preparación para su carrera como actriz de doblaje, Adams-Ginyard estudió taekwondo y gimnasia. También adquirió experiencia en platós de cine trabajando como extra.
Comenzó a trabajar como actriz de doblaje en 2010, y pasó a realizar acrobacias para programas de televisión, como The Mindy Project, K.C. Undercover, True Blood y American Horror Story. Adams-Ginyard apareció en la película de 2018 Black Panther como miembro de la Dora Milaje. También trabajó como doble para la película, y para otra película del Universo Cinematográfico de Marvel, Avengers: Infinity War, como doble de Danai Gurira. Trabajó como doble en 9-1-1 y Godzilla: King of the Monsters, y Us.
También ha aparecido en anuncios para Nike y Toyota, y apareció en un anuncio de Lexus en la Super Bowl de 2018.
Los actores de doblaje de Black Panther ganaron el premio a la mejor actuación de un conjunto de dobles en una película en los Screen Actors Guild Awards de 2019. El 13 de julio de 2021, se anunció que Janeshia estaba nominada a un premio Primetime Emmy en la nueva categoría de Actuación Destacada por su trabajo en la serie de HBO, Lovecraft Country. Y el 10 de noviembre de 2021 se convirtió en miembro del Comité Nacional de Acrobacias de la SAG-AFTRA.

## Filmografía selecta
| Año  | Título                            | Rol                       | Notas     |
| ---- | --------------------------------- | ------------------------- | --------- |
| 2009 | I'm Alive                         | Sgt. Monique Munro-Harris | TV series |
| 2013 | Women of Wrestling                | Frost                     | TV series |
| 2015 | Coaching Bad                      |                           | TV series |
| 2018 | Black Panther                     | Nomble                    |           |
| 2018 | Station 19                        | Tactical Commander        | TV series |
| 2020 | Corporate Lives and House Wives   | Monica                    |           |
| 2021 | The Falcon and the Winter Soldier | Nomble                    | TV series |

| Year | Title                                   | Notes |
| ---- | --------------------------------------- | ----- |
| 2011 | Black Gold                              |       |
| 2011 | Contagio                                |       |
| 2013 | Justified                               |       |
| 2014 | True Blood                              | [ 4 ] |
| 2014 | Hawaii Five-0                           |       |
| 2015 | Gamer's Guide to Pretty Much Everything |       |
| 2016 | Shameless                               |       |
| 2016 | K.C. Undercover                         | [ 5 ] |
| 2016 | Broad City                              |       |
| 2016 | Teen Wolf                               |       |
| 2017 | Fear the Walking Dead                   |       |
| 2017 | The Mindy Project                       | [ 5 ] |
| 2018 | Black Panther                           |       |
| 2018 | Avengers: Infinity War                  |       |
| 2018 | Insecure                                |       |
| 2018 | American Horror Story                   | [ 4 ] |
| 2018 | NCIS: Los Angeles                       |       |
| 2018 | The Rookie                              |       |
| 2018 | 9-1-1                                   | [ 4 ] |
| 2019 | I Am the Night                          |       |
| 2019 | Us                                      |       |
| 2019 | Godzilla: King of the Monsters          | [ 4 ] |
| 2019 | Dolemite Is My Name                     |       |